# Aleksy Antkiewicz

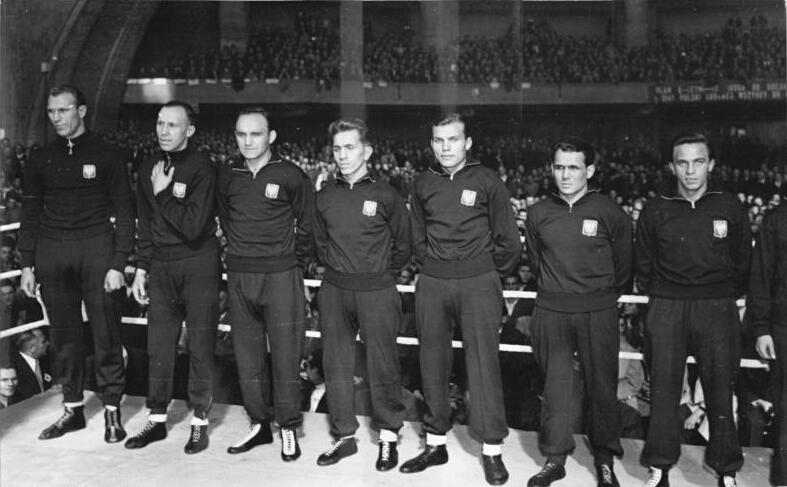
Die polnische Boxmannschaft beim Länderkampf gegen Finnland am 25. Oktober 1950. Antkiewicz ist Zweiter von rechts

Aleksy Antkiewicz (* 12. November 1923 in Katlewo bei Nowe Miasto Lubawskie; † 3. April 2005 in Danzig) war ein polnischer Boxer. Er war Gewinner einer Silbermedaille bei den Olympischen Spielen 1952 in Helsinki und einer Bronzemedaille bei den Olympischen Spielen 1948 in London im Feder- bzw. Leichtgewicht.

## Werdegang
Antkiewicz kam im Alter von drei Jahren mit seinen Eltern nach Gdynia (Gdingen). Dort begann er 1938 bei dem Sportclub Belekitni Gdynia mit dem Boxen und wechselte ein Jahr später zu WKS Flota Gdynia. Sein Trainer war dort Matuszewski und einer seiner Trainingspartner Zygmunt Chychla.
Kurz darauf war seine Sportlerlaufbahn vorläufig beendet, denn er wurde nach dem Überfall der deutschen Wehrmacht auf Polen in das sogenannte Reichsgebiet verschleppt und in einem Bauzug zur Zwangsarbeit gezwungen. Im Jahre 1945 wurde er in Burghausen von der VII. US-Army befreit und kehrte nach Gdingen zurück. Er begann dort sofort wieder mit dem Boxen und wurde 1947 erstmals polnischer Meister im Federgewicht. Weitere polnische Meistertitel gewann er noch in den Jahren 1948, 1949, 1950, 1951 und 1954 im Feder- und im Leichtgewicht. Die Boxclubs, für die er in seiner zweiten Karriere boxte, waren Grom Gdynia, Korwica Gdynia, MKS Gdynia und Gwardia Gdańsk (Danzig).
Antkiewicz nahm an den Europameisterschaften der Amateurboxer in den Jahren 1947 in Dublin, 1949 in Oslo und 1951 in Mailand teil. Bei diesen drei Veranstaltungen gewann er keine Medaillen. Aufgrund schlechter Quellenlage ist über sein genaues Abschneiden bei diesen Meisterschaften nichts bekannt.
Im Jahre 1948 startete Antkiewicz bei den Olympischen Spielen 1948 in London im Federgewicht. Er siegte dort über Leon Trani aus den Philippinen, Kevin Martin aus Irland und Bung Nan-Su aus Südkorea und unterlag im Halbfinale gegen den Italiener Ernesto Formenti nach Punkten. Im Kampf um die Bronzemedaille, die damals letztmals ausgeboxt wurde, siegte er über Francisco Nunez aus Argentinien.
1952 nahm er in Helsinki zum zweiten Mal an Olympischen Spielen teil. Er stand dort im Leichtgewicht und siegte über Benjamin Enriquez aus den Philippinen, Hans-Werner Wohlers aus Deutschland und Frederick Reardon aus Großbritannien jeweils nach Punkten und kam im Halbfinale zu einem kampflosen Sieg über Gheorghe Fiat aus Rumänien. Im Finale unterlag er dem Italiener Aureliano Bolognesi knapp mit 2:1 Punktrichterstimmen und gewann damit die Silbermedaille.
Eine Bronzemedaille gewann er zudem bei der Europameisterschaft 1953 in Warschau. Er siegte dort über Gheorghe Fiat und den Engländer Hinson nach Punkten und unterlag im Halbfinale Wladimir Jengibarjan aus der Sowjetunion nach Punkten.
Im Jahre 1955 beendete er nach 250 Kämpfen seine Boxerlaufbahn. Er gewann davon 215 Kämpfe, boxte acht Mal unentschieden und verlor 27 Kämpfe.
Antkiewicz war Offizier der polnischen Miliz. Er ließ sich aber auch zum Boxtrainer ausbilden und war bis 1989 Trainer bei den Boxvereinen Wybrzeże Gdańsk und Czarni Słupsk. Seine herausragenden Schüler waren Henryk Dampc, Hubert Skrypczak und Kazimierz Adach.

## Internationale Erfolge
(OS = Olympische Spiele, EM = Europameisterschaft, Fe = Federgewicht, Le = Leichtgewicht, damals bis 58 kg bzw. 60 kg Körpergewicht)
- 1948, Bronzemedaille, OS in London, Fe, hinter Ernesto Formenti, Italien und Dennis Shepherd, Südafrika
- 1952, Silbermedaille, OS in Helsinki, Le, hinter Aureliano Bolognesi, Italien und vor Gheorghe Fiat, Rumänien und Erkki Pakkanen, Finnland
- 1953, 3. Platz, EM in Warschau, Le, hinter Wladimir Jengibarjan, UdSSR und Istvan Juhasz, Ungarn, gemeinsam mit Pentti Niinivuori, Finnland

## Länderkämpfe
- 1946 in Stockholm, Schweden gegen Polen, Fe, Disq.-Niederlage 3. Runde gegen Kurt Kreuger
- 1947 in Warschau, Polen gegen UdSSR, Fe, Punktsieger über Iwan Knjasow
- 1947 in Prag, Tschechoslowakei gegen Polen, Fe, Punktsieger über Ladislav Hudak
- 1947 in Poznań, Polen gegen Ungarn, Fe, Punktniederlage gegen Lajos Feher
- 1948 in Budapest, Ungarn gegen Polen, Fe, Punktsieger über Lajos Feher
- 1948 in Poznań, Polen gegen Tschechoslowakei, Fe, Punktniederlage gegen Rudolf Kellner
- 1950 in Wrocław, Polen gegen Finnland, Fe, Punktsieger über Kalevi Alanne
- 1950 in Budapest, Ungarn gegen Polen, Fe, Punktniederlage gegen Bela Farkas
- 1951 in Svit, Tschechoslowakei gegen Polen, Le, Disq.-Niederlage 3. Runde gegen Kubica
- 1952 in Poznań, Polen gegen Ungarn, Le, Punktniederlage gegen Bela Farkas
- 1952 in Warschau, Polen gegen Finnland, Le, Punktsieger über Erkki Pakkanen
- 1953 in Helsinki, Finnland gegen Polen, Le, Punktniederlage gegen Pentti Niinivuori
- 1954 in Wrocław, Polen gegen DDR, Le, Punktsieger über Bernhard Schröter